# Zastienka
Zastienka (ros. Застенка) – wieś w Rosji, w obwodzie astrachańskim, w rejonie kamyziackim. W 2010 liczyła 494 mieszkańców, głównie Kazachów.